# Computer Music (magazine)
Computer Music est un magazine mensuel de langue anglaise consacré à l'informatique musicale en général et à la musique assistée par ordinateur en particulier. Il est édité depuis 1998.